# Brzana Dolna
Brzana Dolna – dawna wieś, nazwa zniesiona, obecnie część wsi Brzana w Polsce, położona w województwie małopolskim, w powiecie gorlickim, w gminie Bobowa. Stanowi południową część wsi.

## Historia
Dawniej samodzielna wieś i gmina jednostkowa w powiecie grybowskim (okręg sądowy Ciężkowice). W II RP w województwie krakowskim, początkowo w powiecie grybowskim, a od 1 kwietnia 1932 w powiecie gorlickim.
1 sierpnia 1934 gminę Brzana Dolna zniesiono, włączając ją do nowo utworzonej zbiorowej gminy Bobowa. 15 września 1934 Brzanę Dolną i Brzanę Górną połączono w jedną gromadę Brzana w granicach gminy Bobowa.
14 lutego 1968 Brzana Dolna została ponownie wyodrębniona z Brzany jako samodzielna wieś. 1 stycznia 2006 połączono ją ponownie z  Brzaną Górną w jedną wieś Brzana.
W latach 1975–1998 miejscowość administracyjnie należała do województwa nowosądeckiego.